# Sinópticos noruegos
Los sinópticos noruegos se componen de tres de las más antiguas sagas de los reyes. Todas ofrecen breves reseñas de la historia de Noruega desde tiempos legendarios hasta el siglo XII. Se cree que fueron escritas en el periodo 1180-1220. Dos de ellas están escritas en latín, mientras que la tercera está escrita en nórdico antiguo.

## Historia Norwegiæ
Historia Norwegiæ comienza con la legendaria dinastía Yngling y finaliza con el regreso del rey Olaf II el Santo a Noruega. Incluye una descripción geográfica de Noruega e Islandia.

## Historia de Antiquitate Regum Norwagiensium
Historia de Antiquitate Regum Norwagiensium fue escrita por el monje Theodoricus Monachus, autor del que se conoce muy poco, y fue dedicado al arzobispo Eysteinn (m. 1188). Comienza con el reino de Harald I de Noruega y finaliza con la muerte de Sigurd el Cruzado (m. 1130). A pesar de su corta redacción, la obra incluye amplias digresiones, con la intención de ser un valor ejemplar.

## Ágrip af Nóregskonungasögum
Tanto el principio como el fin de Ágrip af Nóregskonungasögum se perdieron, pero la obra original probablemente se iniciaba con el reinado de Halfdan el Negro hasta 1177. La obra puede considerarse como un puente entre las primeras obras en latín y las sagas de los reyes más tardías.